# Dipodium pardalinum
Dipodium pardalinum är en orkidéart som beskrevs av David Lloyd Jones. Dipodium pardalinum ingår i släktet Dipodium och familjen orkidéer. Inga underarter finns listade i Catalogue of Life.

## Bildgalleri

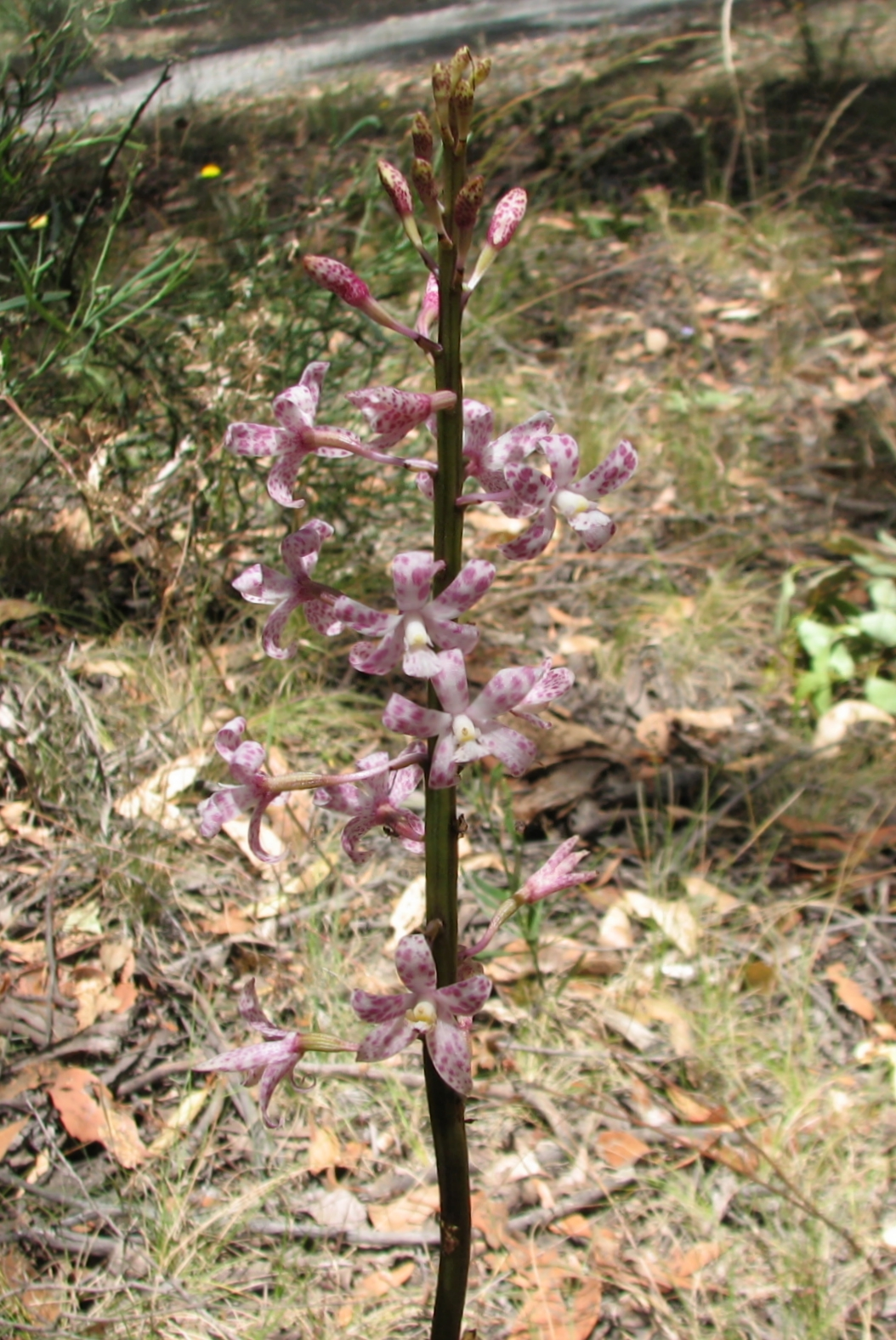